# Приключения сэра Ланселота Гривза
«Приключения сэра Ланселота Гривза» (англ. The Life and Adventures of Sir Launcelot Greaves) — роман британского писателя Тобайаса Смоллетта, опубликованный в 1762 году.

## Сюжет
Главный герой романа — добродетельный, но чудаковатый джентльмен, который разъезжает по Англии, одетый в доспехи, в сопровождении своего слуги Тимоти Крэбшоу. Эти два персонажа созданы под явным влиянием Сервантеса.

## Восприятие
Литературоведы отмечают, что «Приключения сэра Ланселота Гривза», как и опубликованные на девять лет раньше «Приключения графа Фердинанда Фэтома», во многом предвосхищают предромантизм. Смоллетт в этих романах подвергает критике общественно-политические порядки в современной ему Великобритании.